# Kira Radinsky

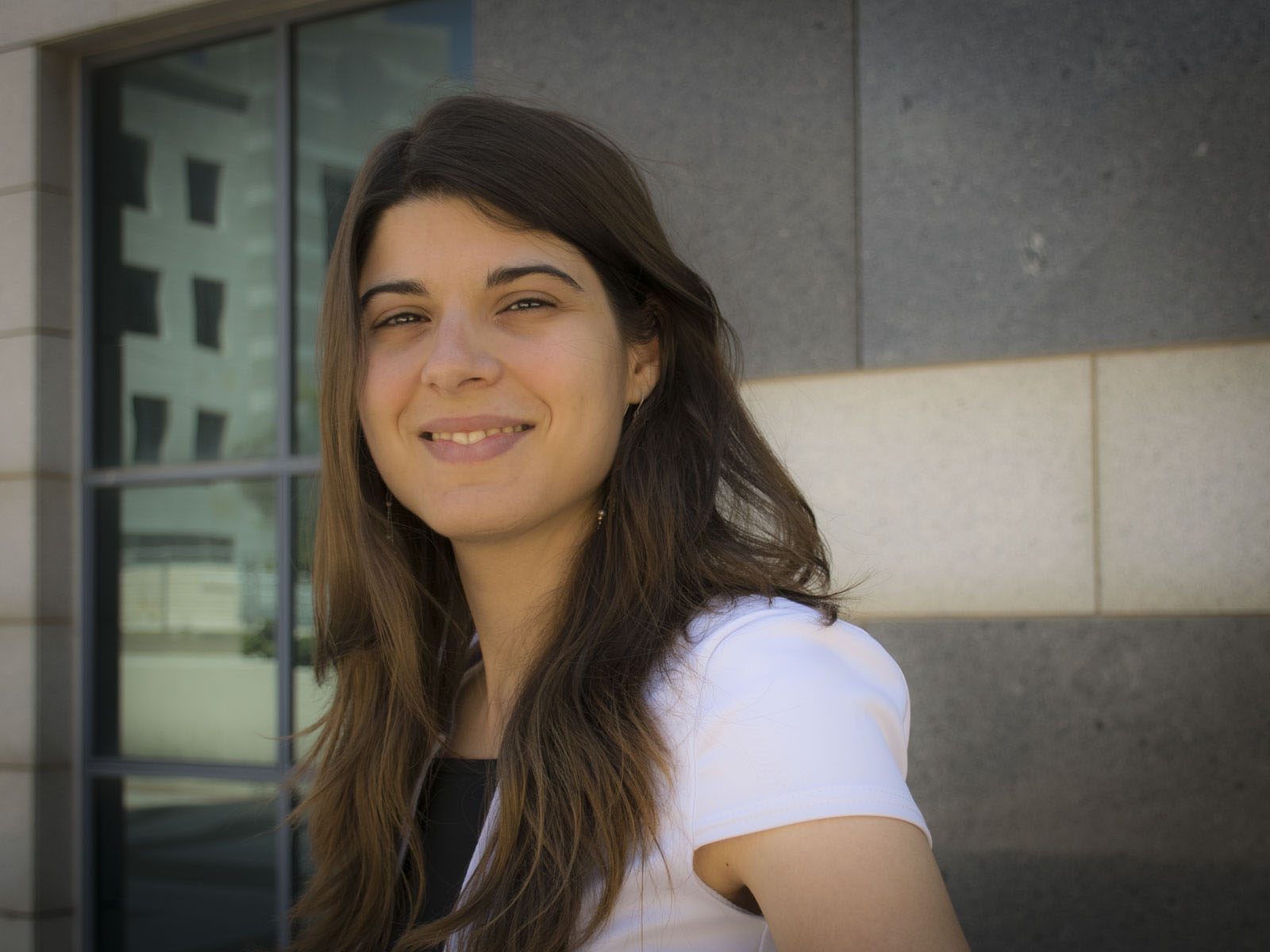
Kira Radinsky

Kira Radinsky (hebräisch קירה רדינסקי; * 28. Juli 1986 in Kiew, Ukraine) ist eine israelische Informatikerin und Unternehmerin, die sich auf Predictive Data Mining spezialisiert hat.

## Leben und Werk
Radinsky wanderte im Alter von 4 Jahren mit ihrer Mutter nach Israel aus und wuchs in Nescher auf, wo sie die Yitzhak Rabin High School besuchte. Sie begann im Alter von fünfzehn Jahren ihr Studium an der Technischen Universität Israels Technion. Von 2004 bis 2007 diente sie als Programmiererin in der Technology Unit des Intelligence Corps und gewann 2006 mit ihrer Einheit den Israel Defence Forces Award als Mitglied des Programmierteams. 2008 schloss sie ihr Bachelor-Studium ab und absolvierte anschließend ein Master-Studium. Von 2009 bis 2012 arbeitete Radinsky in der Forschungsabteilung von Microsoft in Herzlia. Bei Microsoft haben Radinsky und der Leiter von Microsoft Research, Eric Horvitz, eine Data-Mining-Software entwickelt, die so konfiguriert ist, dass sie Katastrophen von Krankheits- und Epidemieausbrüchen, Gewalt und Naturkatastrophen vorhersagen kann. Das Softwareprogramm konnte Daten der New York Times analysieren von Artikeln, die bis in das Jahr 1880 zurückreichten, sowie von Enzyklopädien und Social-Media-Einträgen. Das Programm verwendete diese Informationen, um wichtige Ereignisse mit einer Genauigkeit von 70 bis 90 % vorherzusagen. Als 2012 die Cholera auf Kuba zum ersten Mal nach 130 Jahren ausbrach, hatte ihre Software den Ausbruch der Seuche auf Basis von Daten aus 150 Jahren bereits vorhergesagt.
Radinsky promovierte 2012 am Technion bei Professor Shaul Markowitz mit der Dissertation Learning to predict the future using web knowledge and dynamics. 2013 wurde Radinsky Mitbegründerin und Chief Technology Officer von SalesPredict und nutzte Data Mining, um Ereignisse und Trends für Unternehmen vorherzusagen. Das Unternehmen wurde 2016 von eBay Israel erworben, wo Radinsky von 2016 bis 2019 als leitende Wissenschaftlerin und Direktorin für Datenwissenschaft arbeitete. Seit 2019 ist Radinsky Chief Executive Officer bei Diagnostic Robotics in Tel Aviv, welches sie 2017 mitbegründete. Diagnostic Robotics nutzt Technologien der künstlichen Intelligenz, um die Gesundheitsversorgung besser, billiger und breiter verfügbar zu machen. Sie ist seit 2016 Gastprofessorin am Technion und lehrt die Anwendungen von Predictive Data Mining in der Medizin. Sie ist Mitglied des Gremiums des Generalsekretärs der Vereinten Nationen für digitale Zusammenarbeit und im Vorstand des Maccabi Health Data Science Institute tätig. Radinsky ist Co-Autorin von über 10 Patenten.
Radinsky ist mit Sagi Davidovich verheiratet.
Radinsky war 2017 eine von 12 bekannten Wissenschaftlerinnen, die im Rahmen der Balance the Equation Initiative von General Electric als Sternbild an der Decke der Grand Central Station (New York City) zu sehen war.

## Auszeichnungen und Ehrungen (Auswahl)
- 2007: Innovation in Technology Prize, Technion
- 2009: Anita Borg Prize, Google
- 2010 bis 2012: Google Grants: Google WWW Grant (2012), Google WSDM Grant (2011), Google SIGIR Grant (2010)
- 2013: Best of 2013: Most Notable Article in Computer Science, ACM Computing Reviews
- 2013: MIT 35 Innovators Under 35, MIT Technology Review
- 2013: 100 Inspiring people in Israel, Maariv Magazine
- 2013: 10 Female Founders To Watch, Forbes Magazine
- 2014: Israel 66th Independence Day Torch Honoree, State of Israel
- 2015: Technology Pioneer Award, Times of Israel Magazine
- 2015: Forbes 30 under 30 Rising Stars of Enterprise Technology, Forbes Magazine
- 2016: Honorary Fellow of Afeka College of Engineering, Afeka College of Engineering
- 2016: Lady Globes Woman of the Year, Globes Magazine
- 2017: Israel’s brightest young women, Globes Magazine
- 2018: Israel Defense Prize, Israel Minister of Defense
- 2021: Young Global Leade, World Economic Forum